# Volker Lemke
Volker Lemke  (* 27. September 1942 in Schleswig) ist ein deutscher Rechtsanwalt und Politiker (CDU).

## Leben
Lemke ist der Sohn des früheren Ministerpräsidenten von Schleswig-Holstein, Helmut Lemke.
Er legte 1962 am Katharineum zu Lübeck das Abitur ab und war bis 1964 bei der Bundesmarine. Lemke studierte Rechtswissenschaften an der Christian-Albrechts-Universität zu Kiel und der Ludwig-Maximilians-Universität München. In Kiel wurde er 1964 Mitglied des Corps Holsatia. Nach der ersten juristischen Staatsprüfung 1969 absolvierte er sein Referendariat in Schleswig-Holstein und Berlin.  1974 wurde Lemke mit der Dissertation Aktualisierung der verfassunggebenden Gewalt nach dem Grundgesetz  promoviert und arbeitete als Rechtsanwalt; 1980 erhielt er die Zulassung als Notar.
Im Mai 1978 kam Lemke als Nachrücker  in die Lübecker Bürgerschaft, der er bis Mai 1983 angehörte. Er war von 1979 bis 1983 Senator für Wirtschaft und Verkehr der Hansestadt Lübeck.
1983 zog er über die CDU-Landesliste in den Landtag Schleswig-Holsteins ein. Er war Mitglied im Eingabenausschuss, im Innen- und Rechtsausschuss, im Wirtschaftsausschuss sowie stellvertretendes Mitglied in weiteren Landtagsausschüssen, darunter im Untersuchungsausschuss Deponie Schönberg. Er war Mitglied des Richterwahlausschusses und des Landeswahlausschusses. Mit Ablauf der Wahlperiode schied Lemke 1987 aus dem Landtag aus.